# Oncle Sam

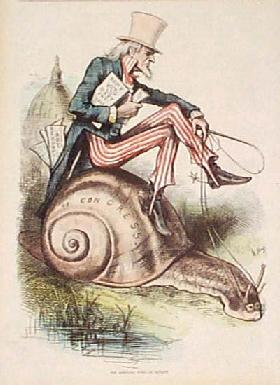
Représentation de l'Oncle Sam par Thomas Nast (1877).

Oncle Sam (en anglais Uncle Sam) est un personnage emblématique, allégorie du gouvernement des États-Unis.

## Apparence et description en général

Drapeau des États-Unis.

D'une manière conventionnelle, l'oncle Sam est représenté comme un grand homme blanc assez vieux, portant de longs cheveux blancs et une barbichette.
Dans l'imagerie populaire, oncle Sam est coiffé d'un haut-de-forme aux couleurs de la bannière étoilée, porte un nœud papillon rouge, une queue-de-pie bleue (parfois étoilée) et un pantalon rayé rouge et blanc, le tout rappelant le drapeau des États-Unis.

## Origines

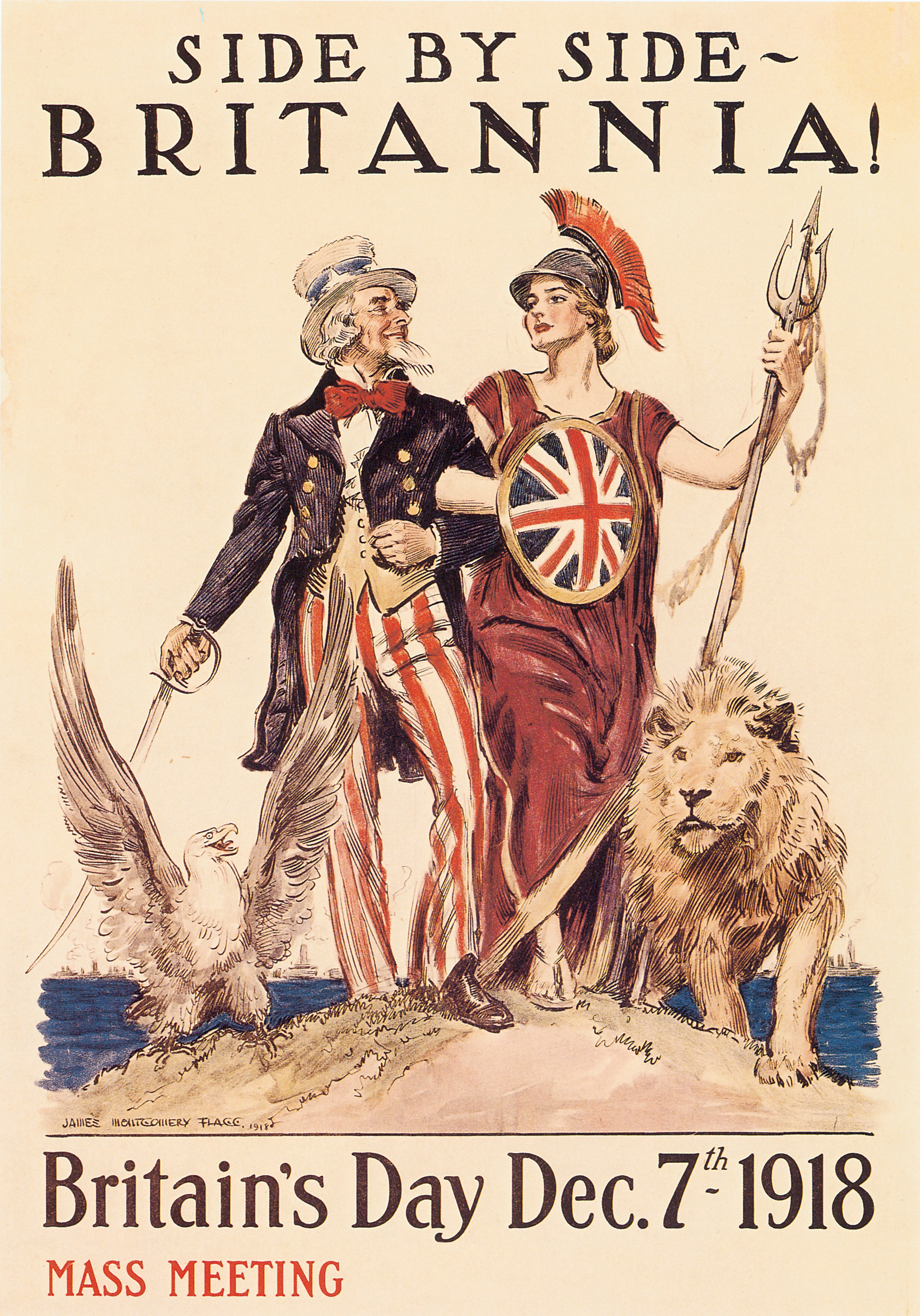
L'oncle Sam et Britannia en 1918.

L'Oncle Sam est — avec Columbia, Lady Liberty, Yankee Doodle et Brother Jonathan, qui en constitue le prototype — une des figures allégoriques représentant le destin et les qualités intrinsèques du peuple américain.

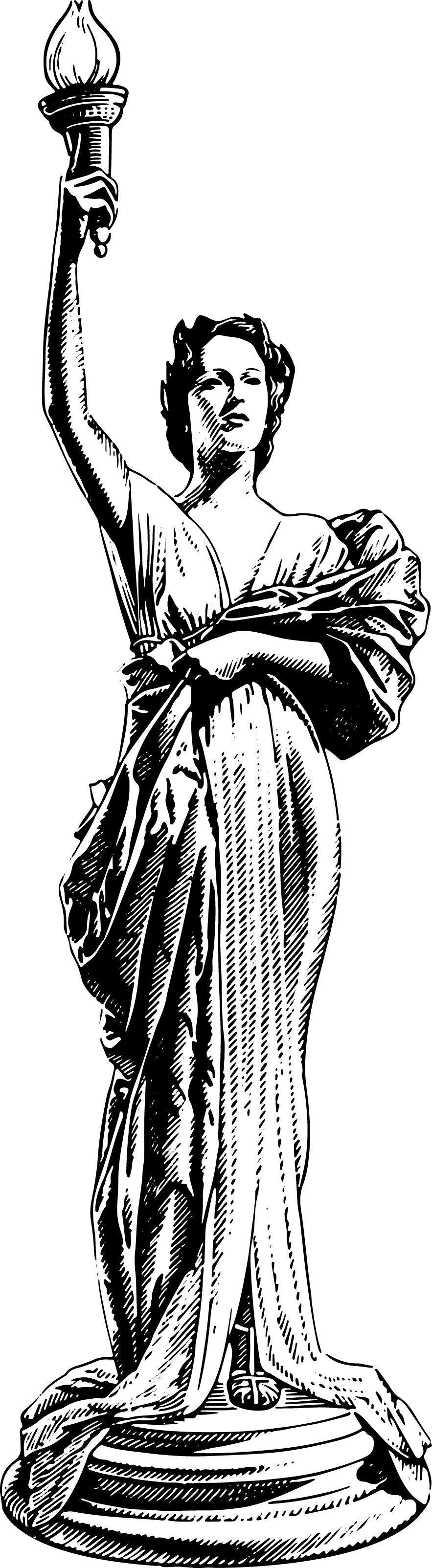
Columbia.
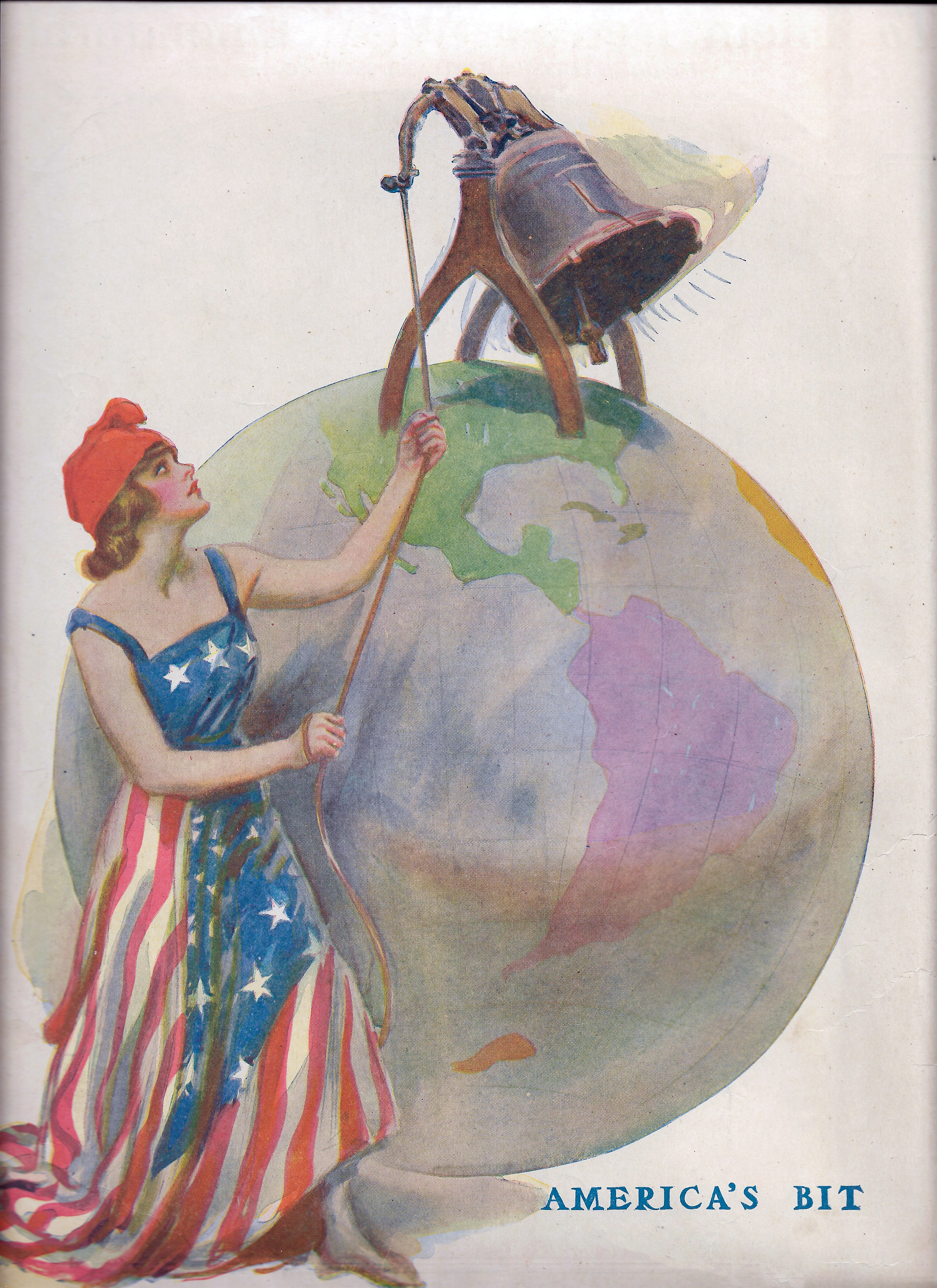
Lady Liberty.
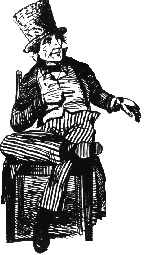
Brother Jonathan.
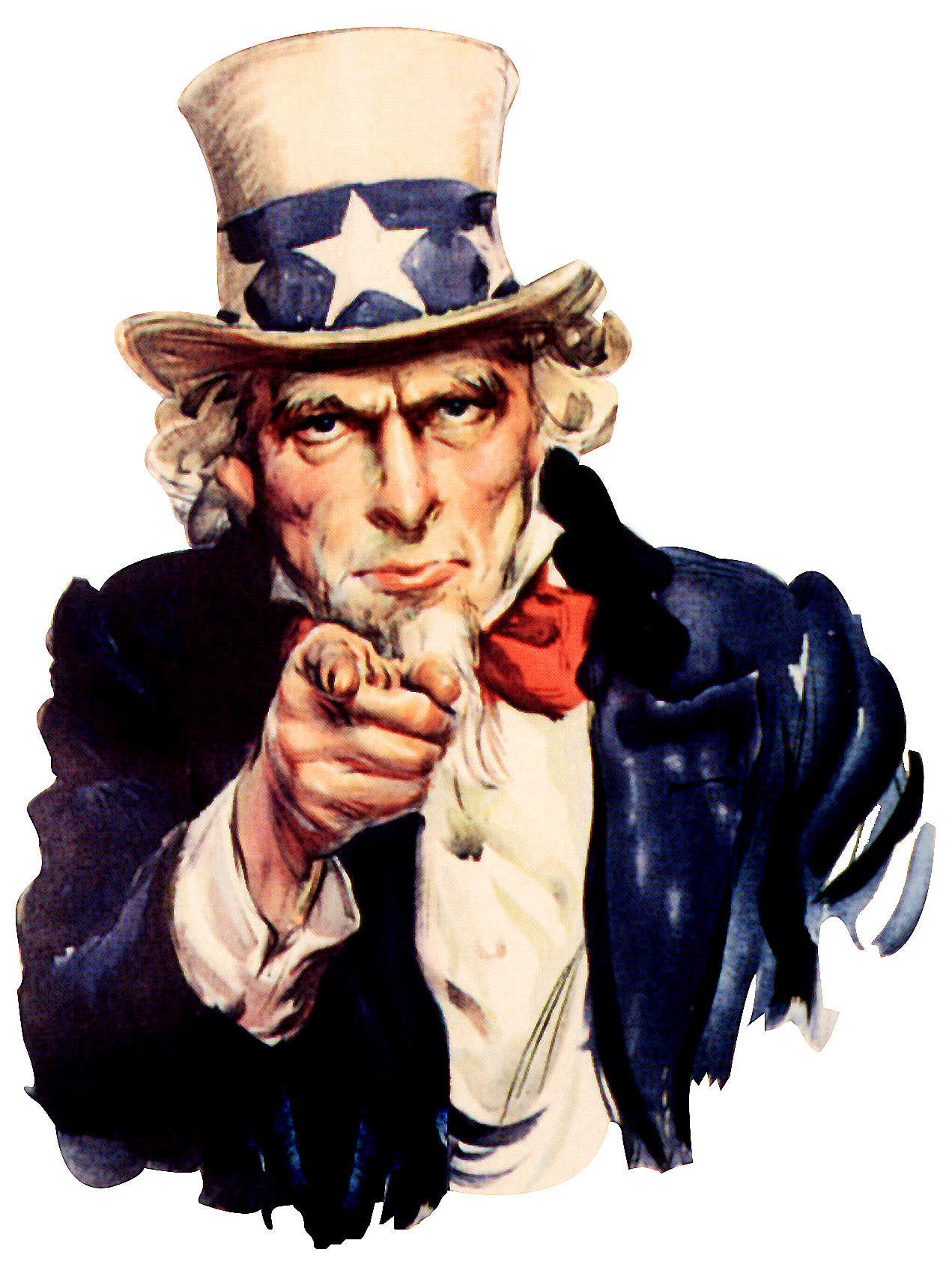
Uncle Sam.

La légende attribue l'origine du personnage à la guerre anglo-américaine de 1812-1815. Elle serait liée à Samuel Wilson — un entrepreneur basé à Troy et connu localement sous le surnom d'Uncle Sam — alors fournisseur officiel, avec son associé Elbert Anderson, de viandes pour l'armée. Les arrivages de barils estampillés « EA - US » ayant amené les troupes à s'enquérir de la signification de ces marques, il leur aurait été répondu qu'elles signifiaient « Elbert Anderson et Uncle Sam »,,.
En réalité, le personnage d'Oncle Sam est mentionné bien avant la guerre de 1812, mais il est vrai que le surnom s'est répandu à l'occasion du conflit, aussi bien chez les Américains que chez les Anglais, et même à l'étranger.
Oncle Sam prend alors la relève de Brother Jonathan en lui empruntant son costume : chapeau haut-de-forme, queue-de-pie et pantalons rayés. Dans les années 1830, il prend les traits d'Andrew Jackson (président des États-Unis de 1829 à 1837),. Jonathan représentait le peuple américain, Sam symbolisera le gouvernement des États-Unis et remplacera complètement son prédécesseur après la Guerre civile de 1861-1865.
C'est le dessinateur et caricaturiste Thomas Nast qui, dans une bande dessinée, fixe le personnage dans les années 1870, en lui ajoutant une barbiche,.
Il s'internationalise et se popularise pendant la Grande guerre, avec la célèbre affiche de recrutement où il pointe le doigt vers le spectateur en lui disant « I Want You for the U.S. Army » (juillet 1916). Si la posture est décalquée d'une affiche britannique de la même époque, le visage de l'Oncle Sam est bien celui de l'affichiste James Montgomery Flagg. Plus de 4 millions de copies sont imprimées entre 1917 et 1918. L'affiche sera réutilisée pendant la Seconde Guerre mondiale. Depuis, elle a été très largement parodiée et détournée avec de nombreuses variations du slogan original. En 2000, il est représenté par un caricaturiste comme un vieillard souffrant de problèmes érectiles.
Le 7 septembre 1961, l’Oncle Sam (assimilé à tort à Samuel Wilson) est très officiellement reconnu par le Sénat comme l'incarnation des États-Unis,.

## Représentations dans la culture populaire

### Œuvres de fiction
Le personnage popularisé par Thomas Nast et finalisé par James Montgomery Flagg est à présent quasi universel. Récemment, des dessinateurs ont essayé de proposer des versions modernisées du personnage, tout en conservant ses signes distinctifs. En dehors de son utilisation pour la propagande gouvernementale, le personnage est apparu en tant que héros  de bandes dessinées. Il est présenté comme la personnification des États-Unis et combat pour la liberté.

#### Dessin animé
- Il a existé un dessin animé dans les années 1980 appelé Les Aventures de l'Oncle Sam.
- Il apparaît dans l'épisode 14 de la saison 12 de la série Les Simpson où il incite les jeunes à s'engager dans l'armée à travers des messages subliminaux.
- Dans la série Batman : L'Alliance des Héros, l'Oncle Sam est un super-héros, meneur des Combattants de la Liberté. Première apparition : Les Combattants de la liberté. Dernière apparition : La Fin !.

#### Bande dessinée
- Uncle Sam est un super-héros créé par Will Eisner pour Quality Comics en 1940. DC Comics rachète le personnage dans les années 1950, et le relance en 1973. Personnage mineur de l'univers DC, il fait l'objet en 1997 d'un album remarqué : Steve Darnall (scénariste) et Alex Ross (dessinateur), Uncle Sam, Paris, Semic books, février 2001, 96 p. (ISBN 2-914-08236-3)[6].
- Pour le cinquantenaire de Captain America (mars 1991) dans les Marvel Comics, dans une aventure intitulée Au rang des légendes (scénario Mark Gruenwald, dessin Ron Lim), Captain America atterrit dans un monde parallèle où il croise toutes les légendes des États-Unis, dont l'Oncle Sam.

#### Film
- Dans la comédie musicale Across the universe de 2007, avec le thème du recrutement de jeunes américains pour la guerre du Vietnam (1955-1975) sur la fameuse chanson du groupe The Beatles intitulée I Want You (She's So Heavy) (1969).
- Dans le film d'horreur Uncle Sam de 1997, un soldat mort au combat, déguisé en oncle Sam, revient, le jour de la fête nationale américaine, pour massacrer des personnes.
- Le film Le Terminal de 2004, réalisé par Steven Spielberg, fait plusieurs fois référence à l'Oncle Sam.
- Dans le film Captain America: First Avenger, la photo imaginaire de l'oncle Sam apparaît (au début et à la fin du film, précisément lors du générique).

#### Série TV
- Dans la série Malcolm, Malcolm doit se déguiser en Oncle Sam pour son travail.

#### Jeux vidéo

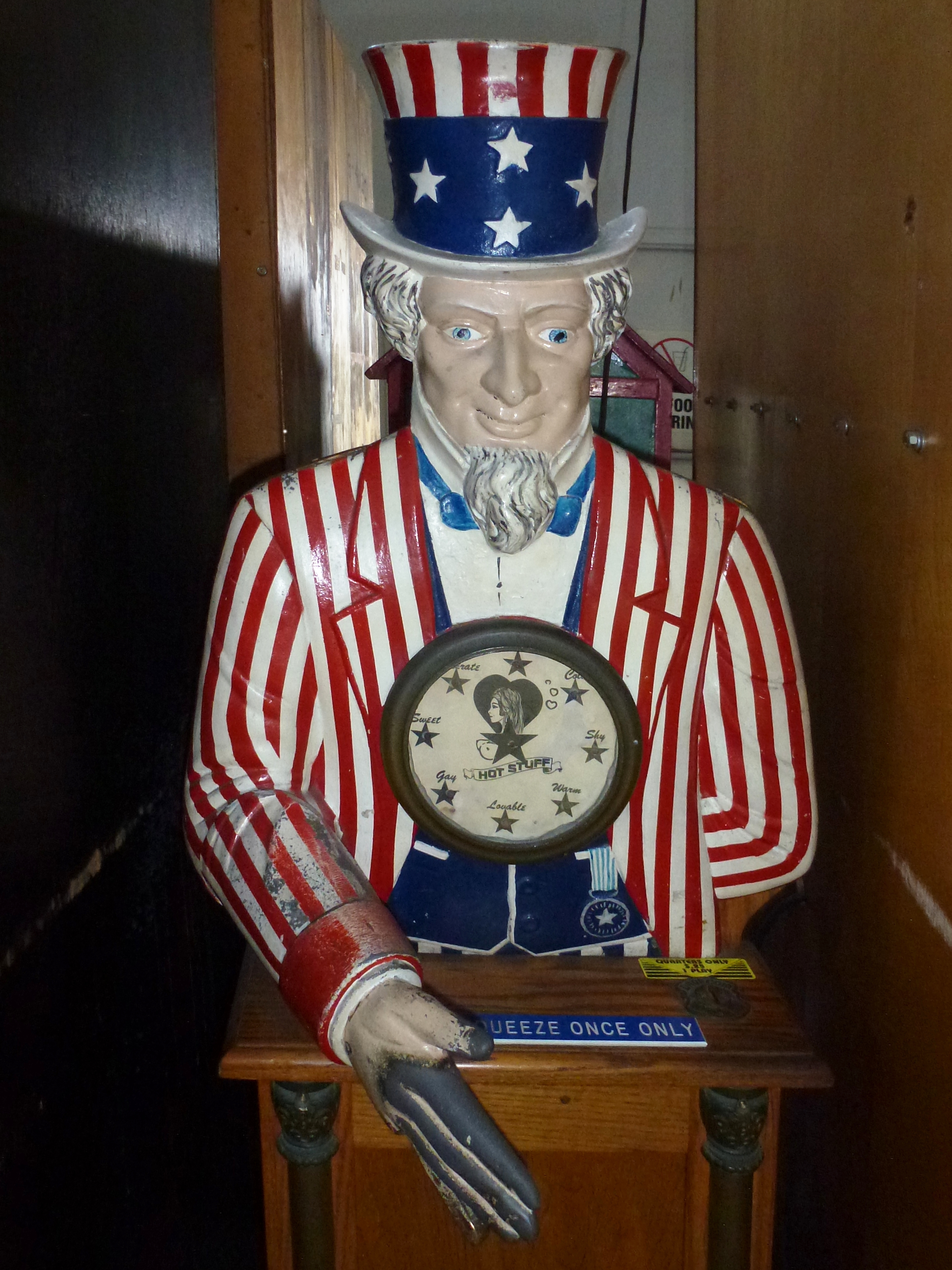
Machine de fête foraine à l'effigie de l'oncle Sam, permettant de mesurer sa force en serrant la main du mannequin.

- Dans Far Cry 3, lors de la mission « Or Noir » un personnage appelé Sam parle de l'oncle Sam et ajoute : « Un des pères fondateurs, je crois ».
- Dans League of Legends, un des aspects que peut revêtir le personnage Ryze est « L'oncle Ryze » et son portrait est une parodie de l'affiche de l'oncle Sam[7].
- Dans Saints Row 4, le personnage a la possibilité d'acheter une édition de collection qui fournit le costume de l'oncle Sam, une arme et un engin volant, en plus du jeu.
- Dans Bioshock Infinite, il y a un bref aperçu de lui.
- Dans GTA 5, lors des missions avec les gardes frontières, l'oncle Sam est plusieurs fois cité.
- Dans All Points Bulletin : Reloaded, il est possible de débloquer le chapeau de l'oncle Sam.
- Dans Pixel Gun World, une des affiches du jeu vidéo sur PC représente l'oncle Sam en version pixelisée, incitant le lecteur à rejoindre le jeu[8].

## Échos et déclinaisons

### Parodies
- En 2007, une parodie reprenant les couleurs du drapeau belge (noir, jaune, rouge) appelait à l'unité de la Belgique qui était (et est toujours) aux prises avec des conflits communautaires.
- Sur l'image de l’album Oncle Sam Curse du groupe de rap Above the law on peut voir des nuages formant l'image de l'oncle Sam, flottant au-dessus d'un quartier des États-Unis entouré de miradors.

### Éléments repris dans d'autres symboles
- Le haut-de-forme de l'oncle Sam sert de logo au club de baseball des New York Yankees. Le chapeau repose sur une batte qui forme la ligne verticale du « k » de Yankees.
- Le même haut-de-forme emblématique était peint sur la carlingue de l'avion d'Eddie Rickenbacker, légendaire as américain de la guerre de 14-18, plus tard président fondateur d'Eastern Airlines.
- Sam, la mascotte olympique d'été de Los Angeles en 1984 a été dessiné par Robert Moore et ses associés des Productions Walt Disney. Ce pygargue à tête blanche (autre symbole des États-Unis) personnifié emprunte son nom et son chapeau à oncle Sam.
- En danse hip-hop, le signe du doigt pointé en avant porte le nom de « oncle Sam ». Il est souvent utilisé en locking, spécialité du « juste debout ». Le locking est inspiré des danses afro-américaines des années 1970.

Des personnages, à l'instar d'oncle Sam, ont des costumes qui reprennent les couleurs et les éléments constitutifs du drapeau des États-Unis. Il s'agit de super-héros de comics :
- Captain America : plus un super-soldat qu'un super-héros, il est le grand défenseur des valeurs américaines, personnification vivante de celles-ci (il rencontre d'ailleurs lors du numéro spécial 50 ans de Captain America l'oncle Sam, parmi d'autres emblèmes personnifiés américains, et est comparé à chacun en tant que mascotte de notre époque) ;
- Wonder Woman ;
- Captain Nice de la série télévisée homonyme créée par Buck Henry en 1967 est une parodie de super-héros.